# 2934 Aristophanes

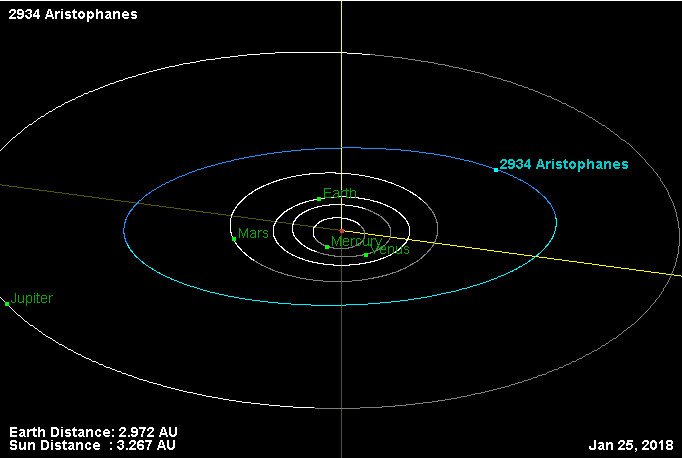

2934 Aristophanes è un asteroide della fascia principale del diametro medio di circa 27,72 km. Scoperto nel 1960, presenta un'orbita caratterizzata da un semiasse maggiore pari a 3,1715106 UA e da un'eccentricità di 0,0429051, inclinata di 8,80997° rispetto all'eclittica.
L'asteroide è stato dedicato ad Aristofane, commediografo greco antico.